# Пішенське
Пі́шенське (рос. Пешенское) — село у складі Земетчинського району Пензенської області, Росія.
Населення — 99 осіб (2010; 160 у 2002).
Національний склад станом на 2002 рік:
- росіяни — 99 %